# Druga liga SR Jugoslavije 1995-1996
La Druga liga SR Jugoslavije 1995-1996, conosciuta anche come Druga liga 1995-1996, è stata la quarta edizione della seconda divisione del campionato di calcio della Repubblica Federale di Jugoslavia, la 50ª come Druga liga jugoslava.

## Formula
Le 20 squadre vengono divise in due gironi all'italiana andata e ritorno; le migliori squadre della stagione precedente sono inserite nel gruppo A, le rimanenti in quello B.
Alla conclusione delle 18 giornate disputate in autunno, le ultime 4 squadre del gruppo A passano nel gruppo B e vengono sostituite dalle migliori 4 del gruppo B. In base al piazzamento vengono assegnati punti-bonus che le squadre si portano in dote nella fase primavera.
Al termine delle 18 giornate disputate in primavera:
La prima del gruppo A disputa uno spareggio contro la 14ª della Prva Liga per un posto in Prva Liga A 1996-1997.
Le squadre piazzatesi dal 2º al 4º posto del gruppo A e la prima del gruppo B accedono alla Prva Liga B 1996-1997.
La squadra piazzata al 5º posto del gruppo A disputa uno spareggio contro la 19ª della Prva Liga per un posto in Prva Liga B 1996-1997.
Le ultime due del gruppo B retrocedono in Treća Liga 1996-1997.
È la prima stagione con la vittoria da tre punti anziché due.
Dalla successiva stagione, invece di 20 squadre in due leghe A e B autunno & primavera, si passerà a 36 squadre divise in due gironi est e ovest da 18 ciascuno.

## Profili
| Squadra             | Città               | Provincia       | Stagione 1994-95 | Stagione 1994-95  |
| Squadra             | Città               | Provincia       | Pos.             | Divisione         |
| ------------------- | ------------------- | --------------- | ---------------- | ----------------- |
| Spartak Subotica    | Subotica            | Voivodina       | 18º              | Prva liga         |
| Sutjeska            | Nikšić              | Montenegro      | 19º              | Prva liga         |
| Rudar Pljevlja      | Pljevlja            | Montenegro      | 20º              | Prva liga         |
| Novi Pazar          | Novi Pazar          | Serbia Centrale | 4º               | Druga liga        |
| Mogren              | Budua               | Montenegro      | 5º               | Druga liga        |
| Mačva Šabac         | Šabac               | Serbia Centrale | 6º               | Druga liga        |
| Železničar Niš      | Niš                 | Serbia Centrale | 7º               | Druga liga        |
| Badnjevac           | Badnjevac, Batočina | Serbia Centrale | 8º               | Druga liga        |
| Javor Ivanjica      | Ivanjica            | Serbia Centrale | 9º               | Druga liga        |
| Novi Sad            | Novi Sad            | Voivodina       | 10º              | Druga liga        |
| Hajduk Belgrado     | Zvezdara, Belgrado  | Serbia Centrale | 11º              | Druga liga        |
| Jastrebac Niš       | Niš                 | Serbia Centrale | 12º              | Druga liga        |
| OFK Kikinda         | Kikinda             | Voivodina       | 13º              | Druga liga        |
| Priština            | Priština            | Kosovo          | 14º              | Druga liga        |
| Budućnost Valjevo   | Valjevo             | Serbia Centrale | 15º              | Druga liga        |
| Železnik            | Čukarica, Belgrado  | Serbia Centrale | 1º               | Srpska liga Nord  |
| FK Belgrado         | Palilula, Belgrado  | Serbia Centrale | 2º               | Srpska liga Nord  |
| Radnički Kragujevac | Kragujevac          | Serbia Centrale | 1º               | Srpska liga Ovest |
| Jedinstvo Paraćin   | Paraćin             | Serbia Centrale | 1º               | Srpska liga Est   |
| Mornar              | Antivari            | Montenegro      | 1º               | Crnogorska liga   |

```
In alcune fonti certe squadre sono nominate in modo diverso, questo per via dei loro sponsor. Queste sono:
Budućnost Valjevo / Budućnost Vujić
Novi Sad          / Novi Sad Gumins
Jedinstvo Paraćin / Jedinstvo Cement
```

## Fase autunno
| GRUPPO A |                  |     |       |
| Pos.     | Squadra          | Pti | Bonus |
| 1        | Hajduk Belgrado  | 34  | 14    |
| 2        | Mačva Šabac      | 32  | 12    |
| 3        | OFK Kikinda      | 32  | 11    |
| 4        | Rudar Pljevlja   | 31  | 11    |
| 5        | Spartak Subotica | 31  | 10    |
| 6        | Novi Pazar       | 28  | 9     |
| 7        | Sutjeska         | 25  | 9     |
| 8        | Priština         | 19  | 6     |
| 9        | Jastrebac Niš    | 17  | 4     |
| 10       | Mogren           | 11  | 3     |

| GRUPPO B |                     |     |       |
| Pos.     | Squadra             | Pti | Bonus |
| 1        | Budućnost Valjevo   | 39  | 11    |
| 2        | Badnjevac           | 36  | 9     |
| 3        | Železnik            | 35  | 8     |
| 4        | Jedinstvo Paraćin   | 29  | 6     |
| 5        | Železničar Niš      | 25  | 8     |
| 6        | FK Belgrado         | 22  | 6     |
| 7        | Novi Sad            | 21  | 5     |
| 8        | Radnički Kragujevac | 17  | 3     |
| 9        | Javor Ivanjica      | 17  | 2     |
| 10       | Mornar              | 14  | 1     |

Legenda:

      Passano in Druga Liga B primavera.
      Passano in Druga Liga A primavera.
Note:

Tre punti a vittoria, uno a pareggio, zero a sconfitta.

## Fase primavera
| GRUPPO A |                   |     |       |        |
| Pos.     | Squadra           | Pti | Bonus | Totale |
| 1        | Budućnost Valjevo | 39  | 11    | 50     |
| 2        | OFK Kikinda       | 32  | 11    | 43     |
| 3        | Železnik          | 34  | 8     | 42     |
| 4        | Spartak Subotica  | 30  | 10    | 40     |
| 5        | Rudar Pljevlja    | 28  | 11    | 39     |
| 6        | Hajduk Belgrado   | 18  | 14    | 32     |
| 7        | Novi Pazar        | 22  | 9     | 31     |
| 8        | Jedinstvo Paraćin | 22  | 6     | 28     |
| 9        | Badnjevac         | 19  | 9     | 28     |
| 10       | Mačva Šabac       | 15  | 12    | 27     |

| GRUPPO B |                     |     |       |        |
| Pos.     | Squadra             | Pti | Bonus | Totale |
| 1        | Sutjeska            | 32  | 9     | 41     |
| 2        | Novi Sad            | 35  | 5     | 40     |
| 3        | Radnički Kragujevac | 31  | 3     | 34     |
| 4        | Železničar Niš      | 26  | 8     | 34     |
| 5        | Mogren              | 28  | 3     | 31     |
| 6        | FK Belgrado         | 24  | 6     | 30     |
| 7        | Priština            | 23  | 6     | 29     |
| 8        | Javor Ivanjica      | 24  | 2     | 26     |
| 9        | Jastrebac Niš       | 19  | 4     | 23     |
| 10       | Mornar              | 7   | 1     | 8      |

Legenda:

      Ai play-off per la Prva Liga A 1996-1997
      Promossi in Prva Liga B 1996-1997
      Ai play-off per la Prva Liga B 1996-1997
      Retrocedono in Treća liga SR Jugoslavije 1996-1997
Note:

Tre punti a vittoria, uno a pareggio, zero a sconfitta.

## Spareggi promozione

### Spareggio per la Prva Liga A
A questo spareggio partecipano:
- Budućnost Podgorica (14º in Prva Liga)
- Budućnost Valjevo (1º in Druga Liga)

```
B.Valjevo-
B.Podgorica
             1-0  0-3
```

Il Budućnost Podgorica accede in Prva Liga A, il Budućnost Valjevo accede in Prva Liga B

### Spareggio per la Prva Liga B
A questo spareggio partecipano:
- Napredak Kruševac (19º in Prva Liga)
- Rudar Pljevlja (5º in Druga Liga)

```
Rudar Pljevlja
-Napredak Kruševac  2-0  2-2
```

Il Rudar Pljevlja viene promosso in Prva Liga B, il Napredak Kruševac viene retrocesso in Druga Liga

### Verdetti
| Pos. | Squadra             | Verdetti                        |
| ---- | ------------------- | ------------------------------- |
| 1    | Budućnost Valjevo   | Promosso in Prva Liga B 1996-97 |
| 2    | OFK Kikinda         | Promosso in Prva Liga B 1996-97 |
| 3    | Železnik            | Promosso in Prva Liga B 1996-97 |
| 4    | Spartak Subotica    | Promosso in Prva Liga B 1996-97 |
| 5    | Rudar Pljevlja      | Promosso in Prva Liga B 1996-97 |
| 6    | Hajduk Belgrado     |                                 |
| 7    | Novi Pazar          |                                 |
| 8    | Jedinstvo Paraćin   |                                 |
| 9    | Badnjevac           |                                 |
| 10   | Mačva Šabac         |                                 |
| 11   | Sutjeska            | Promosso in Prva Liga B 1996-97 |
| 12   | Novi Sad            |                                 |
| 13   | Radnički Kragujevac |                                 |
| 14   | Železničar Niš      |                                 |
| 15   | Mogren              |                                 |
| 16   | FK Belgrado         |                                 |
| 17   | Priština            |                                 |
| 18   | Javor Ivanjica      |                                 |
| 19   | Jastrebac Niš       | Retrocessi in Srpska Liga       |
| 20   | Mornar              | Retrocessi in Srpska Liga       |